# Rüdiger Schnuphase
Rüdiger Schnuphase (Werningshausen, 23 januari 1954) is een voormalig voetballer uit de DDR, die speelde als middenvelder. Hij werd in 1982 uitverkoren tot Oost-Duits voetballer van het jaar.

## Clubcarrière
Hij kwam gedurende zijn carrière uit voor Rot-Weiß Erfurt en Carl Zeiss Jena. Hij speelde op 13 mei 1981 mee in de finale van de strijd om de Europacup II, die Carl Zeiss Jena in in het Rheinstadion in Düsseldorf met 2-1 verloor van FC Dinamo Tbilisi.

## Interlandcarrière
Schnuphase kwam in totaal 45 keer (zes doelpunten) uit voor het voetbalelftal van de DDR in de periode 1973 – 1983. Hij maakte zijn debuut op 17 juli 1973 in de vriendschappelijke uitwedstrijd tegen IJsland (1-2). Hij vormde in dat duel een middenveld met Reinhard Lauck en Hans-Jürgen Kreische. Schnuphase maakte deel uit van het voetbalelftal van de Duitse Democratische Republiek dat deel nam aan het WK 1974 en won de zilveren medaille bij de Olympische Spelen van 1980 in Moskou.
| Interlanddoelpunten | Interlanddoelpunten | Interlanddoelpunten | Interlanddoelpunten                          | Interlanddoelpunten | Interlanddoelpunten | Interlanddoelpunten | Interlanddoelpunten |
| #                   | Datum               | Locatie             | Wedstrijd                                    | Goal(s)             | Score               | Uitslag             | Wedstrijd           |
| ------------------- | ------------------- | ------------------- | -------------------------------------------- | ------------------- | ------------------- | ------------------- | ------------------- |
| 1                   | 13/10/1979          | Oost-Berlijn        | Duitse Democratische Republiek – Zwitserland | 26'                 | 3 – 1               | 5 – 2               | EK-kwalificatie     |
| 2                   | 21/11/1979          | Leipzig             | Duitse Democratische Republiek – Nederland   | 14'                 | 1 – 0               | 2 – 3               | EK-kwalificatie     |
| 3                   | 04/04/1981          | Valletta            | Malta – Duitse Democratische Republiek       | 20' (pen.)          | 1 – 1               | 1 – 1               | WK-kwalificatie     |
| 4                   | 19/05/1981          | Senftenberg         | Duitse Democratische Republiek – Cuba        | 45'                 | 2 – 0               | 5 – 0               | Oefeninterland      |
| 5                   | 10/10/1981          | Leipzig             | Duitse Democratische Republiek – Polen       | 57'                 | 1 – 2               | 2 – 3               | WK-kwalificatie     |
| 6                   | 17/11/1982          | Karl-Marx-Stadt     | Duitse Democratische Republiek – Roemenië    | 40'                 | 2 – 0               | 4 – 1               | Oefeninterland      |

## Erelijst
Carl Zeiss Jena
- Oost-Duitse beker

1980
- Oost-Duits voetballer van het jaar

1982